# جيسي ثورن
جيسي ثورن (بالإنجليزية: Jesse Thorn)‏ هو مقدم تلفزيوني ومقدم برامج إذاعية أمريكي، ولد في 24 أبريل 1981 في سان فرانسيسكو في الولايات المتحدة.

## وصلات خارجية
- الموقع الرسمي
- جيسي ثورن على موقع IMDb (الإنجليزية)
- جيسي ثورن على موقع ميوزك برينز (الإنجليزية)